# Estado de Suket

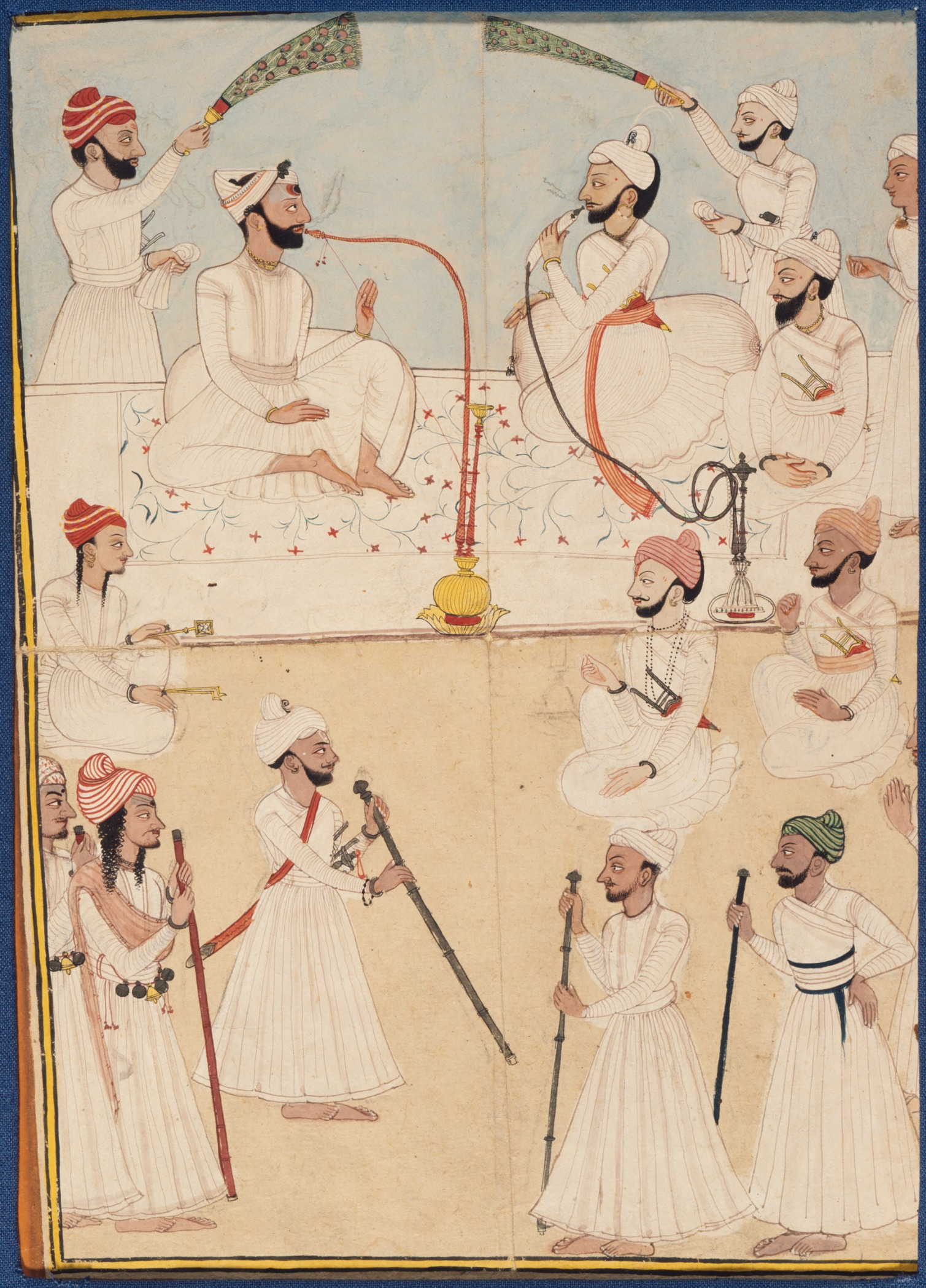
Raja Ranjit de Suket y Raja Shamsher Sen de Mandi en Darbar; California. 1772

El estado de Suket fue uno de los estados principescos de la India durante el período del Raj británico. La capital del estado era Pangna . Su último gobernante firmó la adhesión a la Unión India el 15 de abril de 1948. Antiguamente perteneció a los Estados de las Colinas de Punjab y actualmente, forma parte del estado indio de Himachal Pradesh. El actual distrito de Mandi se formó con la fusión de los dos estados principescos de Mandi y Suket.

## Historia
Según la tradición, el estado predecesor fue fundado alrededor del año 765 por Bira Sen (Vir Sen), que afirmaba ser hijo de un rey de Bengala de la dinastía Sena. La historia temprana de Suket se vio empañada por guerras constantes contra otros principados, especialmente contra el Reino de Kullu. En la época de Raja Bikram Sen, Kullu estaba bajo el señorío del estado de Suket y se vio obligado a pagar tributo a Suket. El reinado de Raja Madan Sen fue la edad de oro de Suket, cuando su gobernante redujo a la sumisión a los estados más pequeños vecinos. Durante el reinado de Raja Udai Sen Suket estuvo bajo la influencia del Imperio Mogol, que se contentaba con simplemente exigir tributo.
En la época de Raja Bikram Sen II, Sukket sobrevivió a la invasión de los Gurkhas de Nepal (1803 a 1815) y al breve período subsiguiente de dominio sij gracias a las habilidades diplomáticas del Raja. En 1845, cuando estalló la guerra entre los sijs y los británicos, los rajas de Suket y Mandi se pusieron del lado de los británicos y firmaron un Tratado de Alianza en Bilaspur en 1846. Ese mismo año se concedió un sanad a Raja Ugar Sen II que lo confirmaba a él y a sus herederos en la posesión de los territorios de Suket.

### Gobernantes
Los gobernantes de Suket llevaban el título de Raja. El nombre del clan del linaje real era 'Suketi' o 'Suketr'.

### Rajas
- 1663-1721 Jit Sen (m. 1721)
- 1721 - 1748 Garur Sen (n. 1693 - m. 1748)
- 1748-1762 Bhikam Sen (m. 1762) (invasiones afganas)
- 1762-1791 Ranjit Sen (m. 1791)
- 1791 - 1838 Bikram Sen II (n. 17.. - m. 1838)
- 1838-1876 Ugar Sen II (m. 1876)
- 1876 - abril de 1878 Rudra Sen (n. 1828 - m. 1886)
- 1878 - 1879 Arimardan Sen (n. 1863 - m. 1879)
- 29 de marzo de 1879 - 27 de mayo de 1908 Dasht Nikandan Sen (n. 1865 - m. 1908)
- 29 de marzo de 1879-1884 Munshi Hardyal Singh -Regente
- 27 de mayo de 1908 - 12 de octubre de 1919 Bhim Sen (n. 1885 - m. 1919) (desde el 1 de enero de 1918, Sir Bhim Sen)
- 13 de octubre de 1919 - 15 de agosto de 1947 Lakshman Sen (n. 1895 - m. 1970) [1]

### Religión
| Religión        | Población | Porcentaje |
| --------------- | --------- | ---------- |
| hinduismo       | 69.974    | 98,43 %    |
| islam           | 884       | 1,24 %     |
| sijismo         | 234       | 0,33 %     |
| Población total | 71.092    | 100 %      |